# Giebel (Wuppertal)
Giebel war eine Ortslage in der bergischen Großstadt Wuppertal.

## Lage und Beschreibung
Giebel lag auf einer Höhe von 168 m ü. NN nördlich des Ortskern von Sonnborn und im heutigen Wohnquartier Sonnborn im Stadtbezirk Elberfeld-West. Benachbarte Ortslagen sind Schliepershäuschen, Kirberg, Untere Varresbeck, Stockmannsmühle, Kaisersbusch, Oben vorm Steeg, Am Kothen, Sonnborn, Möbeck und Am Thurn.

## Etymologie und Geschichte
Giebel geht auf das mittelhochdeutsche Wort Gibel (auch Gebel) zurück, das Berghöhe bedeutet.
Die erste urkundliche Erwähnung von Giebel fand 1677 statt. Vermutlich war Giebel ein Abspliss von Möbeck. 1677 wurde aus steuerlichen Gründen ein Vermessungsverzeichnis der Honschaft Sonnborn angefertigt. Dort wird für Giebel eine Fläche von umgerechnet 6 Ha und 90,71 Ar angegeben. Auf der Topographia Ducatus Montani des Erich Philipp Ploennies aus dem Jahre 1715 ist der Hof als Gebel eingezeichnet. Der Ort ist auf der Topographischen Aufnahme der Rheinlande von 1824 und auf der Preußischen Uraufnahme von 1843 unbeschriftet eingezeichnet. 
Die Katasteraufnahme der Gemarkung Sonnborn gibt 1830 für Giebel eine Fläche von umgerechnet 6 Ha und 87,95 Ar an. Giebel lag in der 1867 von der Bürgermeisterei Haan abgespalteten Gemeinde Sonnborn, die 1888 unter Gebietsabtretungen an die Stadt Elberfeld in Gemeinde Vohwinkel umbenannt wurde. Im Adressbuch von 1890/91 ist der Ort notiert. Der Ort fiel zwischen 1968 und 1974 wüst, als das Autobahnkreuz Sonnborner Kreuz und die Bundesautobahn 46 gebaut wurde.
Mit der Gründung Wuppertals 1929 fand der Ort als Teil von Vohwinkel Aufnahme in das Stadtgebiet.

## Die heutige Straße
Nach dieser Ortslage ist mit einem unbekannten Benennungsdatum die Straße Giebel, nordwestlich parallel zum Deutschen Ring, benannt. Sie liegt rund 350 Meter nördlich der ursprünglichen Ortslage.